# Пенутийские языки

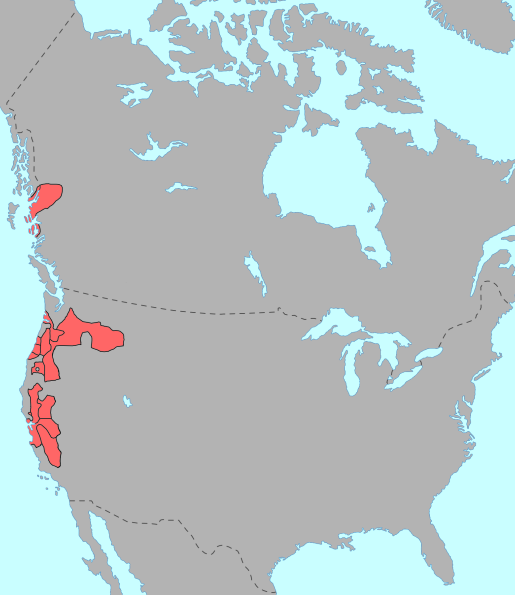
Предполагаемое распространение пенутийских языков

Пенутийские языки — предполагаемая макросемья индейских языков Северной Америки, распространённая на западе США (штаты Вашингтон, Орегон и Калифорния. Статус данной макросемьи всё ещё является предметом споров, и разные языковые семьи включаются в неё с разной долей уверенности.
Название макросемьи основано на слове, означающем «два» в языках винту, майдуанских и йокутских языках (произносится примерно [pen]) и в утийских языках (где оно произносится примерно [uti]).

## Дискуссия
Существование данной макросемьи всё ещё является спорным. Спорным остаётся даже вопрос о единстве ряда её составляющих семей. Ряд языков, которые предлагается включить в пенутийскую макросемью, уже исчезли и плохо документированы, поэтому исследователи не могут рассчитывать на появление новых данных для разрешения спорных вопросов. Ещё одна сложность состоит в большом количестве заимствований между соседними языками, по поводу чего Мэри Хаас писала следующее:
Даже там, где генетическое родство опирается на чёткие факты … то и дело встречается взаимное влияние соседних племён, как родственных, так и неродственных. Это значительно усложняет задачу определения надёжности различных языков, предположительно относившихся к хокским языкам и различным гипотетическим пенутийским языкам […]. (Haas 1976:359)
Тем не менее существуют убедительные факты в пользу единства ряда предполагаемых ветвей данной макросемьи. Кэтрин Каллаган объединила мивокские языки и языки костаноа в утийскую семью. Существуют достаточно убедительные свидетельства в поддержку существования группы плато-пенутийских языков (изначально Дж. Хьюитт (J. N. B. Hewitt) и Дж. Пауэлл (John Wesley Powell) в 1894 г. назвали её шахапвайлутской (Shahapwailutan)). Имеются свидетельства в пользу объединения утийских и йокутских языков в йок-утийскую семью.

## История гипотезы

### 5 основных семей
Гипотезу предложили Роланд Диксон (Roland B. Dixon) и Альфред Крёбер (Alfred L. Kroeber, отец писательницы У. Ле Гуин) в 1903 г. и опубликовали её в 1913 г. Расширенный материал с доказательствами гипотезы был опубликован в 1919 г. Первоначально гипотеза о пенутийских языках включала 5 семей:
1. Майдуанские языки
2. Мивокские языки
3. Костаноанские языки
4. Языки винту
5. Йокутские языки

Гипотеза с самого начала была спорной, поскольку, как и ряд других предположений Диксона и Крёбера, основывалась на общих типологических характеристиках, а не на стандартных методах сравнения языков на предмет выявления генетического родства.
В 1910 г. Крёбер предположил о существовании родства между мивокскими языками и языками костано. Ранее, в 1877 г., Альберт Гатчет объединил мивокские языки и языки костано в мутсунскую группу, которая ныне называется утийской и существование которой окончательно доказала Кэтрин Каллаган (Catherine Callaghan).
1. Майдуанские языки
2. Утийские языки (или языки мивок-костано, мутсунские)
3. Языки винту
4. Йокутские языки

### Дальнейшие исследования Сепира
В 1916 г. Эдвард Сепир дополнил предложенную Диксоном и Крёбером калифорнийско-пенутийскую семью, добавив туда орегонские пенутийские языки, которые включали кусанские языки, а также такие изоляты, как саюсло и такелма:
- Калифорнийские пенутийские
  - Майдуанские языки
  - Утийские языки
  - Языки винту
  - Йокутские языки

- Орегонские пенутийские
  - Кусанские языки (Coosan languages)
  - Саюсло
  - Такелма

Позднее Сепир и Лео Фрахтенберг добавили калапуянские языки и чинукские языки, а ещё позднее — алсеанские языки и цимшианские языки. Таким образом, к 1921 г. гипотетическая макросемья, по Сепиру, включала:
I. Калифорнийские пенутийские языки
1. Майдуанские языки (майду)
2. Утийские (мивок-костаноа)
3. Винту (винту)
4. Йокутские (йокутс)

II. Орегонские пенутийские языки
1. Кусанские (кус)
2. Саюсло
3. Такелма
4. Калапуянские языки (калапуя)
5. Алсеанские языки (якон)

III. Чинукские языки (чинук)
IV. Цимшианские языки (цимшиан)
Когда в 1929 г. в Encyclopædia Britannica была опубликована статья Сепира, в ней были добавлены две дополнительных ветви:
- Плато-пенутийские языки
  - Кламат-модокский язык (лутуами)
  - Вайилатпуан
    - Каюсе
    - Молала

  - Сахаптийские языки (Sahaptin)

- Мексиканские пенутийские языки
  - Языки михе-соке
  - Хуаве

В результате получилась семья из 6 ветвей:
1. Калифорнийские пенутийские
2. Орегонские пенутийские
3. Чинукские
4. Цимшианские
5. Плато-пенутийские
6. Мексиканские пенутийские

### Добавления других исследователей
Существовали и другие предложения по расширению пенутийской семьи, в частности макро-пенутийская гипотеза (Бенджамин Уорф). Наиболее смелой является америндская гипотеза (Джозеф Гринберг), объединяющая вообще все индейские семьи, кроме на-дене.
Стенли Ньюмен предложил связать пенутийские языки с языком зуни. Джейн Хилл опровергла данную гипотезу (Jane Hill 2002).

## Недавние гипотезы
Большинство сторонников пенутийской гипотезы в настоящее время рассматривают как несостоятельные гипотезы о существовании таких групп (ветвей), как калифорнийские пенутийские или такелма-калапуянские. С другой стороны, такие группы, как равнинные пенутийские языки, орегонские прибрежные пенутийские языки и йок-утийские языки, получают всё большую поддержку.
Скотт Деланси (Scott DeLancey) предлагает следующую схему отношений:

### Пенутийские
- Морские пенутийские языки
  - Цимшианские языки
  - Чинукские языки
  - Орегонские прибрежные пенутийские языки
    - Алсейские языки
    - Саюсло
    - Кусанские языки
- Континентальные пенутийские языки
  - Йокутские языки
    - Утийские языки
    - Йокутские языки

  - Майдуанские языки
  - Плато-пенутийские языки
    - Сахаптийские языки
    - Молала
    - Кламат
- Южноамериканские пенутийские языки (спорная гипотеза)
  - Мапудунгун (спорное происхождение)

## Свидетельства в поддержку пенутийской гипотезы
Система гласных с трудом поддаётся реконструкции из-за наличия аблаута во многих пенутийских языках. Что же касается соответствий между согласными, то они относительно регулярны. Например, прото-йокутские (континентальные пенутийские) ретрофлексные согласные */ʈ/ */ʈʼ/ соответствуют согласным языка кламат (морского пенутийского) /t͡ʃ t͡ʃʼ/, тогда как прото-йокутские дентальные */t̪/ */t̪ʰ/ */t̪ʼ/ соответствуют кламатским альвеолярным /d t tʼ/. Калапуянские языки, такелма и языки винту не обнаруживают такой же очевидной связи. Мексиканские пенутийские языки подробно не исследовались.
Как показывают данные археологических раскопок, йок-утийская семья, возможно, так же стара, как индоевропейская, а племя кламат, вероятно, занимает свою нынешнюю территорию уже около 7000 лет. Таким образом, время возникновения пенутийских языков приближается к тому периоду, когда, по мнению большинства современных лингвистов, сама по себе реконструкция становится невозможной, и этот аргумент является одним из основных против пенутийской гипотезы.